# Modèle MESANGE
Dans le domaine de l'évaluation économique, le modèle MESANGE (Modèle Économétrique de Simulation et d'ANalyse Générale de l'Économie) ; parfois dit Modèle « Trésor-Insee Mésange » est en France un modèle macro-économétrique trimestriel de l’économie française. 
C'est un modèle de type néo-kéynesien ou néo-classique qui estime prospectivement et à court terme les variations possibles du produit intérieur brut, en partant de présupposés qui sont que le PIB dépend essentiellement de la demande, mais que celle-ci est affectée par l’environnement international mondialisé et des politiques monétaires supposées pour partie exogènes. Ce modèle comprend des sous-modèles, dont un modèle sous-jacent au comportement-réponse des entreprises, repris d’Allard-Prigent et al. (2002).

## Versions
Il a été créé et est utilisé depuis 2002conjointement par la direction de la Prévision (intégrée depuis à la direction générale du Trésor) du ministère chargé des finances et l’Insee qui le mettent périodiquement à jour après réestimation sur la base de séries longues des comptes nationaux trimestriels (avec volumes à prix constants) et sur la base d'amélioration de la modélisation. 
En 2010, il devait connaître trois versions, pour notamment mieux intégrer certains effets de la fiscalité (impôts et prélèvements) et des réactions des consommateurs face aux coûts et disponibilité de l'« énergie » (module pouvant être adjoint au modèle de base) :
- une version incluait une modélisation « réaliste » des finances publiques ;
- une seconde version permettaient un gel des stabilisateurs automatiques (et permettait de fixer la valeur de certains postes des finances publiques au niveau du scénario de référence) ;
- une nouvelle version « ré-estimée sur données des comptes en volumes à prix chaînés pour mieux répondre aux besoins en matière de prévision et d’analyse conjoncturelle »[1].

## Exemples
Le  modèle MESANGE a par exemple été utilisé pour évaluer les impacts économiques de court et moyen terme des mesures du Grenelle de l’environnement :
Selon le modèle MESANGE, ces mesures auraient un impact favorable sur le PIB et l’emploi à court terme (du fait des effets multiplicateurs des investissements déclenchés), qui devrait s’atténuer à partir de 2020. Selon le modèle MESANGE, « une taxe carbone d’un niveau approprié pourrait être considérée comme l’instrument de cette politique optimale. Des travaux avec le modèle Mésange ont montré l’existence, sous réserve d’un recyclage adéquat des recettes de la taxe, d’un double dividende. La mise en place d’une telle taxe carbone créerait donc sur le long terme plus d’activité et d’emploi que dans un scénario tendanciel, proche de celui considéré dans les travaux présentés ici » .

## Utilité
La capacité d'effets rétroactifs de stabilisateurs automatiques (réponse à divers chocs de demande ou d’offre) étudiée via ce type de modèles, qui toutefois ne peuvent fournir que des ordres de grandeur, à vérifier in situ.

## Limites
Le comportement de l'économie dépend de plus en plus d'une spéculation financière mondialisée, du comportement des banques (cf. crise économique de 2008-2010) et le comportement des consommateurs comporte lui-même beaucoup d'incertitudes, et reste difficile à modéliser (par exemple en cas de crise prolongée (épargne de précaution, moindre investissement des ménages..), d'effet de lassitude à consommer, de guerre, de pandémie mondiale grave, en cas d'évènement grave (Ex : « Effet Tchernobyl » en Ukraine ou Belarus), ou au contraire en cas d'innovation inattendue (Ex : l'internet et la téléphonie mobile n'avaient pas été prévus par les prospectivistes et les modèles antérieurs). Des phénomènes nouveaux peuvent se poser, avec l'épuisement de ressources naturelles, la montée de la mer ou simplement dans le cadre d'un vieillissement de population (effet retard du baby boom, dit papy boom) qui devrait atteindre un pic en France vers 2030 avant de décroitre).